# Северный округ (Фиджи)
Северный округ (англ. Northern Division) — один из четырёх округов Фиджи. В его состав входят три провинции: Буа, Макуата и Какаудрове. Административный центр — Ламбаса. Среди известных уроженцев округа — Пенаиа Нганилау, первый президент Фиджи. Бывший премьер-министр Фиджи Ситивени Рабука тоже родился на территории Северного округа.